# Мишковиці (Сілезьке воєводство)
Мишковиці (пол. Myszkowice) — село в Польщі, у гміні Бобровники Бендзинського повіту Сілезького воєводства.
Населення — 382 особи (2011).
У 1975-1998 роках село належало до Катовицького воєводства.

## Демографія
Демографічна структура станом на 31 березня 2011 року:
|          | Загалом | Допрацездатний вік | Працездатний вік | Постпрацездатний вік |
| -------- | ------- | ------------------ | ---------------- | -------------------- |
| Чоловіки | 176     | 26                 | 121              | 29                   |
| Жінки    | 206     | 47                 | 109              | 50                   |
| Разом    | 382     | 73                 | 230              | 79                   |